# Louis Néel
Louis Eugène Félix Néel (22. listopad 1904 Lyon – 17. listopad 2000) byl francouzský fyzik a nositel Nobelovy ceny za fyziku z roku 1970.
Studoval v Paříži na École normale supérieure.
Nobelovu cenu obdržel společně se švédským astrofyzikem H. Alfvénem za svoji práci týkající se magnetických vlastností pevných látek.
V roce 1930 Néel vyslovil domněnku existence magnetického chování zvaného antiferomagnetismus v protikladu k feromagnetismu. Toto chování mizí nad určitou teplotou zvanou Néelova teplota. Néel také podal vysvětlení slabého magnetického pole určitých hornin, což mělo význam pro studium příčin vzniku magnetického pole Země.